# Philodendron recurvifolium
Philodendron recurvifolium là một loài thực vật có hoa trong họ Ráy (Araceae). Loài này được Schott miêu tả khoa học đầu tiên năm 1862.